# Софи Маринова
София Маринова Каменова, по-известна като Софи Маринова, е българска попфолк изпълнителка от ромски произход.
Нейните музикални компании са били Съни мюзик, Меджик мюзик и Ара Аудио-видео.
Отличава се с широк вокален диапазон. Печелила е редица музикални награди и конкурси. Най-популярните дуети на певицата са със Слави Трифонов. Има няколко дуета и с рапъра Устата. Взема участие в популярното развлекателно шоу „Пей с мен“. През 2012 г. се включва с вокали в песента на Джена „Обичам те и толкова“, която става една от най-успешните в жанра.

## Биография
Родена е на 5 декември 1975 г. в София, макар че семейството ѝ тогава живее край Етрополе и тя до осми клас учи в село Брусен. Започва да пее и танцува от ранна възраст, като началната подготовка в музиката и танците ѝ дава майка ѝ. В десети клас, когато е ученичка в Етрополе, музикантите от местен оркестър, впечатлени от гласа ѝ, молят родителите ѝ да ѝ позволят да стане певица. Баща ѝ е против, тъй като ѝ остава още малко да завърши училище, но майка ѝ, която спира да се занимава с музика след като се омъжва за него, успява да го убеди да се съгласи.
Изпълнява хитовете на Драгана Миркович, Майкъл Джексън, Сандра, Уитни Хюстън, както и цигански песни. На 17 години се явява заедно със своя оркестър на фестивал по ромско надсвирване в Осиковица и го печели с песен на цигански – „Очите ми много плачат“. След това печели първо място на фестивал в Стара Загора – с хитовите „Стари рани“ и „Слънчице мое“. Сключва договор с „Ара Аудио-видео“, след като собственикът на компанията Ненчо Касъмов я слуша в ресторант „Герена“, където тя пее заедно със „Супер Експрес“. Така Софи издава албума „Стари рани“ със „Супер Експрес“, който според редица продуценти е най-продаваният албум в България. Последва самостоятелен албум – „Единствен мой“, след това идва „Моят сън“. Софи получава предложение от „Супер Експрес“ да изпее 4 песни в новия им албум, но накрая записват заедно целия. Албумът е с цигански песни и носи заглавието „Песни от сърце“. Софи записва самостоятелните „Моят сън“, „Студен пламък“, „Нежна е нощта“ и „Осъдена любов“.
В „Съни Мюзик“ издава албумите „5 октави любов“, „Обичам“, „Остани“, „Време спри“, „Vip-ът“ и „Софи Маринова“. В тази компания започва и съвместната си дейност с рапъра Устата.
Софи Маринова получава приза „певица на годината“ на първите награди на списание Нов фолк. Сред наградите които е получила са награда за принос към музиката, за най-слушана песен, за нови таланти, първо място на „Златния Мустанг“ през 1999 г. с песента „Протегни ръце“ по текст на Евтим Евтимов и музика на Тончо Русев, първо място на фестивала „Ерато“ с „Моят сън“ измежду изпълнители от Гърция, Сърбия и други държави.
През 2011 г. е сред изпълнителите в лятното турне на Фен ТВ във Враца, Русе, Велико Търново, Хасково и Перник.
Участвала е във VIP Brother (2009 г.) и „Като две капки вода“ (2018 и 2021 година). През 2022 г. е жури в „Звездите в нас“.
През 2022 г. Софи Маринова отбелязва 25 години на сцената с концерт в Арена Армеец. Спектакалът е излъчен на 31 декември по Нова телевизия.
През 2025 г. са обявени четири последователни концерта „Честит рожден ден, Софи!“ на 3-ти, 4-ти, 5-ти и 6-ти декември в Зала „Арена 8888 София“.

## Евровизия
През 2005 г. Софи Маринова участва в българския национален финал за Евровизия в дует със Слави Трифонов. Когато идва ред да изпълнят песента си „Единствени“ обаче, двамата излизат на сцената и Трифонов обявява, че се оттеглят от конкурса, защото гласуването е манипулирано чрез SIM карти за 50 хил. лева, така че да спечели група „Каффе“. С 48 803 отчетени SMS-а в тяхна подкрепа, дуото губи срещу 76 590-те гласа за победителя „Каффе“.
През 2006 г. Софи Маринова и Слави Трифонов, с песента „Любовта е отрова“, отново кандидатстват за Евровизия, но не са допуснати от журито до полуфинала.
През 2007 г. Софи Маринова отново е на националния финал, този път в дует с Устата. Двамата представят песен на руски език – „Я твоя“.
На 29 февруари 2012 г. е избрана на националния финал „Българската песен в Евровизия“ да представлява България на международния песенен конкурс „Евровизия“ с песента Love Unlimited („Любов без граница“). Маринова е първата представителка на попфолка, която е избрана да представлява България там. На българския финал песента ѝ е класирана на трето място от журито и на първо място по брой SMS-и – 6910, пред втората по този показател Деси Слава, за която са отчетени 3730 SMS-а.
На втория полуфинал на конкурса в Баку (Азербайджан) Софи Маринова печели 45 точки, колкото и представителят на Норвегия, но заради по-лошо разпределение на точките, тя остава на 11 място и не се класира за финала, тъй като на финал продължават само първите 10 песни. Любопитен факт е, че тя е била единственият изпълнител, който да не използва мониторни слушалки на сцената.

## Дискография

### Студийни албуми

#### Албуми със Супер експрес
- Мечта (1995)
- Без конкуренция (1996)
- Стари рани (1997)
- Песни от сърце (1999)

#### Самостоятелни албуми
- Единствен мой (1998)
- Моят сън (1999)
- Студен пламък (2000)
- Нежна е нощта (2001)
- Осъдена любов (2002)
- 5 октави любов (2004)
- Обичам (2005)
- Остани (2006)
- Време спри (2008)
- VIP-ът (2009)[16]
- Софи Маринова (2013)

### Компилации
- Best 1 (2003)
- Best 2 (2003)
- Хитове (2005)
- Golden Hits (2007)
- MP3 Best Collection (2010)
- Хитове 1 (2023)
- The Best Retro Hits (2024)[17]

## Награди
2019 – Цялостен принос в попфолк музиката
2023 – Певица на годината
2024 – Легенда на българската популярна музика за всички времена